# Infinito pra Sempre
Infinito Pra Sempre é o quarto álbum ao vivo da dupla sertaneja brasileira Fred & Fabrício, lançado em 26 de janeiro de 2024 pela Som Livre. A faixa-foco do álbum é a inédita Poder de Mentir, de Felipe Sales, Felipe Viana, Juliano Couto, Wallas Dias.

## Antecedentes e gravação
Fred & Fabrício colhiam os frutos do sucesso do antecessor Acústico de Primeira 2, com os sucessos Guarda Roupa, gravado com a participação especial de Hugo & Guilherme, e Flor de Plástico, com Jorge & Mateus. A dupla, com os dois singles e o álbum, no geral, chegaram no Top 200 do Spotify e Top 100 da Deezer, além de certificação de disco de ouro pela PMB. 
Infinito Pra Sempre foi gravado em 30 de setembro de 2023, no Bosque Expo, em Campo Grande.
Fred: "Logo no início da nossa parceria, eu disse para o Fabrício que eu só aceitaria formar uma dupla se durasse para sempre (...) Isso acabou servindo de inspiração pro nome desse projeto lindo que estamos apresentando ao público agora”
Fabrício diz: “Foi muito especial gravar esse projeto em Campo Grande e estamos muito felizes com o resultado. Esperamos que os fãs de sertanejo curtam bastante, se identifiquem e possam se divertir com esse som.”

## Lançamento
Em 26 de janeiro de 2024, foi lançado o álbum completo, com 16 faixas, apenas com regravações de @tentação, gravada com Bruno & Marrone e lançada apenas como single, e de canções já gravadas no Acústico de Primeira 2, dentre elas Contra a Maré, Guarda Roupa e Flor de Plástico.

## Lista de faixas
| N.º            | Título                           | Compositor(es)                                                            | Duração |  |
| 1.             | "Poder de Mentir"                | Felipe Sales Felipe Viana Juliano Couto Wallas Dias                       | 2:59    |  |
| 2.             | "Feliz Com Meu Erro"             | De Ângelo R. Souza                                                        | 3:34    |  |
| 3.             | "Museu"                          | Matheus Rosado Renato Souza Thavares Zé André                             | 2:56    |  |
| 4.             | "Acertei na Moça"                | Alef Troike Bruna Siqueira Jairo Goes Keslley Christian Mendin Vini Póvoa | 3:01    |  |
| 5.             | "Infinito Pra Sempre"            | Junior Gomes R. Souza                                                     | 2:36    |  |
| 6.             | "Incapaz"                        | D. Ângelo R. Souza                                                        | 2:58    |  |
| 7.             | "Que Você Me Quer, Quer"         | Elvis Elan Henrique Casttro Ricardo Vismark Ronael                        | 2:29    |  |
| 8.             | "Dia 7"                          | Douglas Mello Elcio Di Carvalho Flavinho Tinto Junior Pepato Nando Marx   | 3:07    |  |
| 9.             | "Cleck"                          | Philipe Pancadinha R. Souza                                               | 2:40    |  |
| 10.            | "Minha Mãe Avisou"               | Dom Vittor João Mateiro Matheus Cortês Vini Pieri Ítalo Dias              | 2:34    |  |
| 11.            | "Antes de Você e Depois de Você" | Fred Liel                                                                 | 3:58    |  |
| 12.            | "Contra a Maré"                  | P. Pancadinha R. Souza                                                    | 3:42    |  |
| 13.            | "@tentação"                      | Diego Silveira J. Pepato P. Pancadinha R. Souza                           | 2:52    |  |
| 14.            | "Responde Eu No Whats"           | Gustavo Martins R. Souza                                                  | 2:50    |  |
| 15.            | "Guarda Roupa"                   | Liel Matheus Neves R. Souza                                               | 2:59    |  |
| 16.            | "Flor de Plástico"               | Débora Xavier Euler Coelho Liel                                           | 3:01    |  |
| Duração total: | Duração total:                   | Duração total:                                                            | 48:16   |  |

## Ficha técnica[6]
- Produção e direção musical: Lucas Leni / Euler Coelho
- Direção-Geral: Euler Coelho
- Produção geral: André Figueiredo
- Produção executiva: Euler Coelho / T.E.P
- Produção: Rafaela Lima / Stefania Gilli
- Produção técnica: Tracz Engenharia
- Assistente de produção: Ana Julia Ferreira
- Direção técnica: Regis Couto
- Direção artística: Pam Herrera
- Violão e guitarra: Lucas Leni / Rodrigo Rocha / Fred Liel
- Sanfona: Duduzinho Aguiar
- Teclados: Rogério Sope
- Baixo: Roni Sope
- Bateria: Alex Melo
- Conteúdo de LED e cenário: Studio Curva
- Light designer: Carlinhos Nogueira
- Direção de Vídeo: Gui Dalzoto